# 全方位學習
全方位學習(Life-wide learning，亦簡寫作LWL)是香港教育統籌局在其2002年推出的《基礎教育課程指引》中提及的一種學習方式。全方位學習是一種以學生為主導的真實環境學習模式，包括以下五種基要學習歷程：
1. 德育及公民教育
2. 智能發展
3. 體藝發展
4. 社會服務
5. 與工作有關的經歷

## 情景教學
全方位學習強調學習環境的真實性以外，亦強調學習環境的多樣化。因此，教統局提出了全方位學習脈絡圖，以協助教師在課堂設計時，能夠提出更多元化的情景教學環境。

## 推行模式
把你投入大自然裏

## 參看
- 多元智能理論
- 情景教學
- 普適教育

## 外部連結

### 教學資源
- 全方位學習資料庫[永久]
- 全方位學習活動資料庫
- 香港教育城：全方位學習園地
- 全方位學習簡介[永久]

### 案例
- 實踐事例（页面存档备份，存于）